# Kuźnica (Warężyn)
Kuźnica – część wsi Warężyn w Polsce, położona w województwie śląskim, w powiecie będzińskim, w gminie Siewierz. Wchodzi w skład sołectwa Warężyn.
W latach 1975–1998 Kuźnica administracyjnie należała do województwa katowickiego. 
W okolicy przebiega droga krajowa nr 86 będąca częścią Gierkówki.